# Linia kolejowa Chodorów – Stryj
Linia kolejowa Chodorów – Stryj – linia kolejowa na Ukrainie łącząca stację Chodorów ze stacją Stryj. Zarządzana jest przez Kolej Lwowską (oddział ukraińskich kolei państwowych).
Znajduje się w  obwodzie lwowskim. 
Linia na całej długości jest jednotorowa i zelektryfikowana.

## Historia
Linia powstała w Austro-Węgrzech, w latach 1918 - 1945 położona była w Polsce, następnie w Związku Sowieckim (1945 - 1991). Od 1991 leży na Ukrainie.